# SS Noordam (1902)
O SS Noordam foi um navio de passageiros de 12.531 toneladas operado pela Holland America Line, navegando principalmente entre Roterdão e Nova Iorque. Foi construído pelos estaleiros da Harland and Wolff, em Belfast. Em abril de 1912, ele alertou o RMS Titanic sobre a presença de icebergs. Ele operou durante uma parte da Primeira Guerra Mundial, mas atingiu minas em duas ocasiões e foi retirado de serviço até o fim da guerra. Em 1923, o navio foi comprado pela Swedish American Line e operou como SS Kungsholm até 1926, quando retornou para a Holland America Line como Noordam novamente. Ele foi desmantelado em 1927.